# Iquitos y la rebelión de las leyendas
Iquitos y la Rebelión de las Leyendas es una novela de fantasía escrita por el autor peruano Percy Meza-Bravo, publicada el 4 de abril de 2025. Ambientada en la ciudad amazónica de Iquitos, la obra combina elementos de mitología amazónica, ciencia ficción y aventuras juveniles para narrar una historia donde criaturas míticas emergen en el mundo moderno, desafiando el equilibrio entre ciencia y magia.

## Sinopsis
La trama sigue a Ayrton Darvio, un adolescente aparentemente común que se ve envuelto en una rebelión que amenaza con desatar el caos sobre su ciudad natal, Iquitos. Criaturas míticas emergen de las sombras del bosque, dotadas de extraordinaria fuerza, y el equilibrio entre ciencia y magia se tambalea. Junto a sus amigos, Ayrton deberá enfrentar fuerzas ancestrales y desatar un poder místico que también será su aliado.

## Desarrollo
Percy Meza-Bravo comenzó a concebir la idea de Iquitos y la Rebelión de las Leyendas en 2004, inicialmente como un cuento para un trabajo escolar de ciencia. A lo largo de los años, la historia fue transformándose y reescribiéndose, evolucionando hacia una saga que busca destacar la riqueza de las leyendas amazónicas. En una publicación de 2010, el autor compartió detalles sobre los primeros capítulos y la inspiración detrás de la obra.
Durante la pandemia de COVID-19, Meza-Bravo reescribió Iquitos y la Rebelión de las Leyendas como un proceso de catarsis frente a una etapa de depresión vivida en Lima. El autor ha señalado que la escritura de la novela lo ayudó emocionalmente y reafirmó su interés por revalorar la mitología amazónica. Inspirado por figuras como Edgar Allan Poe y por su afición infantil al género del terror, Meza-Bravo estructuró una historia donde las leyendas amazónicas se rebelan contra la humanidad tras la destrucción de un santuario natural.

## Publicación
Iquitos y la Rebelión de las Leyendas fue publicada de forma independiente a través de la editorial digital Bravian el 4 de abril de 2025. La obra está disponible en formato físico (tapa blanda) y digital (e-book), y se distribuye mediante plataformas nacionales e internacionales.
Entre las tiendas digitales donde se puede adquirir la novela figuran Amazon, Apple Books, Barnes & Noble, Kobo, Scribd, Google Play Books, Tolino, Vivlio, y Book Depository, permitiendo su acceso global en español.

### Ediciones y plataformas de distribución
| Formato                | Identificador           | Plataforma principal      | Disponibilidad adicional                              |
| ---------------------- | ----------------------- | ------------------------- | ----------------------------------------------------- |
| Tapa blanda (impresa)  | ISBN: 978-612-03-0703-8 | Amazon                    | Book Depository, Barnes & Noble (por demanda)         |
| eBook (Kindle)         | ASIN: B0DYZN2LRV        | Amazon Kindle Store       | Kindle Unlimited (lectura en suscripción)             |
| eBook (EPUB genérico)  | ISBN: 979-823-04-2136-8 | Apple Books, Kobo, Tolino | Google Play Books, Scribd, Vivlio, Bibliotheca, etc.  |
| eBook (Barnes & Noble) | BN ID: 2940181205178    | Barnes & Noble            | Compatible con dispositivos NOOK y la aplicación NOOK |